# 洛党镇
洛党镇，是中华人民共和国云南省临沧市凤庆县下辖的一个乡镇级行政单位。

## 行政区划
洛党镇下辖以下地区：
洛党村、白云村、鹿鸣村、岳舞村、礼乐村、和德村、厚丰村、水菜林村、永和村、桃花村、荣上村、田心村、太平寺村、鼎新村、箐头村、琼岳村、大兴村、新峰村、中村和万峰村。

## 中国传统村落
2013年8月，箐头村石洞寺自然村被评为第二批中国传统村落。